# Chất thải phân hủy sinh học
Chất thải phân hủy sinh học bao gồm bất kỳ chất hữu cơ nào trong chất thải có thể được phân hủy thành carbon dioxide, nước, metan hoặc các phân tử hữu cơ đơn giản của vi sinh vật và các sinh vật sống khác bằng cách ủ, tiêu hóa hiếu khí, tiêu hóa kỵ khí hoặc các quá trình tương tự. Trong quản lý chất thải, nó cũng bao gồm một số vật liệu vô cơ có thể bị phân hủy bởi vi khuẩn. Những vật liệu này bao gồm thạch cao và các sản phẩm của nó như tấm thạch cao và các hợp chất sunfat hữu cơ đơn giản khác có thể phân hủy để tạo ra hydro sulfide trong điều kiện lấp đất yếm khí.
Trong thu gom chất thải sinh hoạt, phạm vi của chất thải phân hủy sinh học có thể được thu hẹp để chỉ bao gồm những chất thải có thể phân hủy có khả năng xử lý trong các cơ sở xử lý chất thải tại địa phương.

## Sử dụng chất thải phân hủy sinh học
Chất thải phân hủy sinh học có thể được sử dụng để ủ phân hoặc tài nguyên cho nhiệt, điện và nhiên liệu bằng phương pháp đốt hoặc tiêu hóa kỵ khí. Swiss KompAF và quy trình AIKAN của Đan Mạch là những ví dụ về quá trình phân hủy kỵ khí của chất thải phân hủy sinh học. Trong khi đốt tro có thể phục hồi năng lượng nhiều nhất, các cây phân hủy kỵ khí giữ lại các chất dinh dưỡng và làm phân hữu cơ để cải tạo đất và vẫn phục hồi một phần năng lượng có trong dạng khí sinh học. Công ty khí đốt đã sản xuất 27 triệu Kwh điện và khí sinh học trong năm 2009. Những chiếc xe tải lâu đời nhất của công ty đã đạt được 1.000.000 km chạy bằng khí sinh học từ rác thải sinh hoạt trong 15 năm qua.

## Các khu vực phụ thuộc vào chất thải hữu cơ
Nổi bật trong một ấn bản của The economist dự đoán các sự kiện trong năm 2014, đã tiết lộ rằng Massachusetts đã sản sinh ra khoảng 1,4 triệu tấn chất thải hữu cơ mỗi năm . Massachusetts, cùng với Connecticut và Vermont, cũng sẽ ban hành luật để chuyển chất thải thực phẩm từ các bãi chôn lấp.
Ở các tiểu bang nhỏ và đông dân, khả năng chôn lấp bị hạn chế nên chi phí xử lý cao hơn (60 đô la 90/ tấn MA so với trung bình quốc gia là 49 đô la ). Phân hủy chất thải thực phẩm tạo ra khí mê-tan, một loại khí nhà kính khét tiếng. Tuy nhiên, khí sinh học này có thể được thu giữ và biến thành năng lượng thông qua quá trình phân hủy kỵ khí, sau đó được bán vào mạng lưới điện.
Quá trình tiêu hóa kỵ khí phát triển ở châu Âu, nhưng đang bắt đầu phát triển ở Mỹ. Massachusetts đang tiến hành gia tăng sản xuất các chất phân hủy kỵ khí.

## Tác động của biến đổi khí hậu
Mối đe dọa môi trường chính từ chất thải phân hủy sinh học là sản xuất khí metan và các khí nhà kính khác.